# スーザン・ケアリー
スーザン・ケアリー（Susan Carey、1942年 - ）はハーバード大学の心理学教授。専門は幼児の言語獲得であり、子どもがほんのわずかな単語との接触によって素早くその語と意味や概念を結び付けるファストマッピングを最初に提案した。
ケアリーはラドクリフ・カレッジから1964年に学士を、1971年にハーバード大学から博士を取得した。1972年から1996年までマサチューセッツ工科大学で働き、その後2001年までニューヨーク大学で、それ以降はハーバード大学で研究を行っており、エリザベス・スペルキらとともに発達研究ラボの共同運営者である。